# Dragutin Saili
Dragutin Saili (Zagreb, 19. studenog 1899. – Zagreb, 1. studenog 1968.) bio je sudionik Narodnooslobodilačke borbe, revolucionar i političar SFR Jugoslavije i SR Hrvatske.

## Životopis
Rođen je 19. studenog 1899. godine u Zagrebu. Članom Komunističke partije Jugoslavije postao je 1919. godine. Nakon toga je bio član Mjesnog komiteta KPJ Zagreba, sekretar partijske organizacije u Željezničkoj radionici u Zagrebu do 1929. godine, član Pokrajinskog komiteta KPJ za Hrvatsku od 1936. godine i član Biroa Centralnog komiteta Komunističke partije Hrvatske od 1940. godine.
Zbog svog političkog rada često je bio uhićivan i držan u zatvoru (1929., 1933., 1936. i 1939. godine), a 1934. godine je osuđen na 1 godinu i 6 mjeseci zatvora koju je služio u Srijemskoj Mitrovici.

### Drugi svjetski rat
Tijekom Drugog svjetskog rata bio je:
- sekretar Okružnog komiteta KPH za Zagreb
- član Povjerenstva CK KPH za Zagreb i sjevernu Hrvatsku[1]
- član Glavnog štaba NOV i PO Hrvatske
- član Zemaljskog antifašističkog vijeća narodnog oslobođenja Hrvatske

### Poslijeratna karijera
Poslije rata bio je predsjednik Gradskog odbora Zagreba od 1945. do 1949. godine, član Izvršnog vijeća NR Hrvatske, Izvršnog komiteta CK KPH i Centralnog komiteta SKJ. Bio je biran je za poslanika Saveznog vijeća Savezne narodne skupštine i za zastupnika Sabora NR Hrvatske.
Umro je 1. studenog 1968. godine u Zagrebu. Sahranjen je na zagrebačkom groblju Mirogoj.